# پایان (رمان)
پایان (به انگلیسی: The End) نام آخرین کتاب از مجموعه ماجراهای بچه‌های بدشانس است. این کتاب توسط دنیل هندلر با نام مستعار لمونی اسنیکت نوشته شده و برت هلکوئیست آن را تصویرگری کرده‌است.

## نسخه انگلیسی
منتشر شده در ۱۳ اکتبر ۲۰۰۶ در آمریکا و در ۳۲۴ صفحه

## داستان
ویولت-کلاوس و سانی بودلر به همراه کنت الاف از هتل دینومان آتش گرفته با قایق کارملیتا اسپاتس در اقیانوس پیش می‌روند. بعد از مدتی سرگردانی در اقیانوس طوفانی شدید درمی‌گیرد و کنت الاف به بیرون از قایق افتاده می‌شود. سپس طوفان آنها را به یک تپهٔ دریایی می‌رساند. بچه‌ها ا قایق پیاده می‌شوند و کنت الاف را در گوشه ای می‌بینند. در همین حال دختری کوچک از دور می‌آید که جمعه نام دارد و در همان موقع کنت الاف به هوش می‌آید. جمعه قدرنشناسی کنت الاف را می‌بیند به همین دلیل او را در آنجا رها می‌کند و بچه‌ها را به سوی جزیرهٔ بی‌نام و نشان خودش راهنمایی می‌کند.
بودلرها در آن جزیره با تصمیم گیرندهٔ آنجا که ایشماییل نام دارد (و همیشه پاهایش در خاک‌های رس فرورفته است) رو به رو می‌شوند که همه مجبورند از دستورها او اطاعت کنند. همچنین بچه‌ها متوجه می‌شوند که همهٔ اهالی آن جزیره لباس‌های سفید می‌پوشند و همهٔ آنها آب نارگیل مرموزی را می‌نوشند و غذای آنها هم همیشه یکنواخت است. آنها می‌فهمند که هر سال یکبار مد اقیانوس قسمت پایینی جزیره را در خود فرو می‌برد و اهالی به قسمت بالایی جزیره می‌روند. آن روز روز انتخاب نام دارد و اهالی جزیره می‌توانند با بلمی که در طول سال ساخته می‌شود به شهر برگردند-که به‌طور عجیبی هیچ‌کدام از اهالی تا به حال از جزیره نرفته‌است.
در قسمت بالایی جزیره مکانی به نام باغ گیاه‌شناسی وجود دارد که وسایل بلااستفاده -تقریباً همهی چیزهایی که بر اثر طوفان به جزیره آورده می‌شود یه دستور ایشماییل به آنجا برده می‌شود. همچنین در آنجا درخت سیبی تلخ وجود دارد.
در این داستان بودلرها به راز بزرگ ایشماییل پی می‌برند/رازی شگفت‌انگیز دربارهٔ والدین خود می‌فهمند/کنت الاف می‌میرد/بچه‌ها با کیت اسنیکت رو به رو می‌شوند و از راز درخت سیب تلخ آگاه می‌شوند

## نسخه فارسی
جلد پایانی این کتاب با نام پایان ترجمه و توسط انتشارات ماهی منتشر شده‌است.